# Perec Willenberg

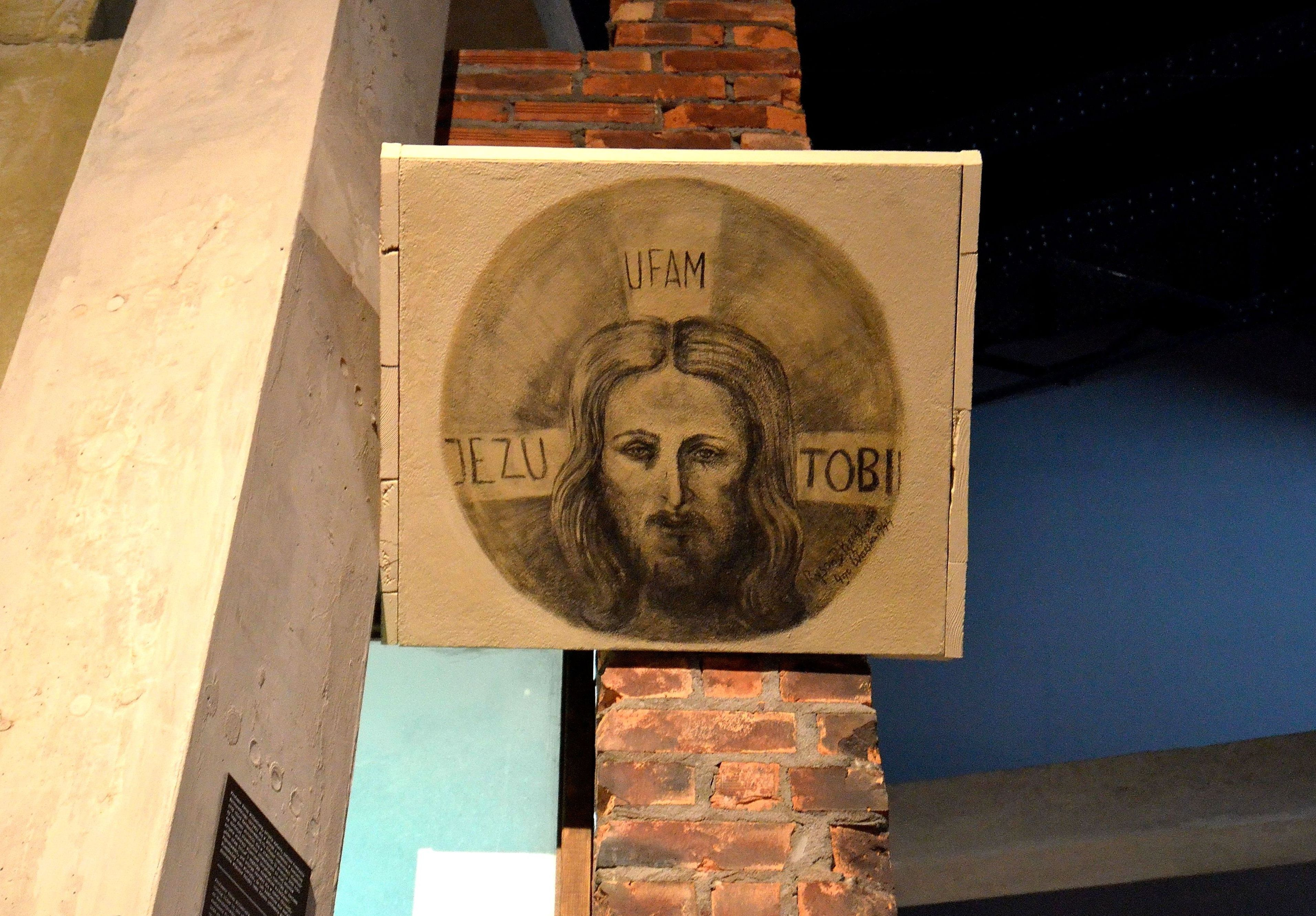
Kopia rysunku Pereca Willenberga Jezu ufam Tobie w Muzeum Powstania Warszawskiego

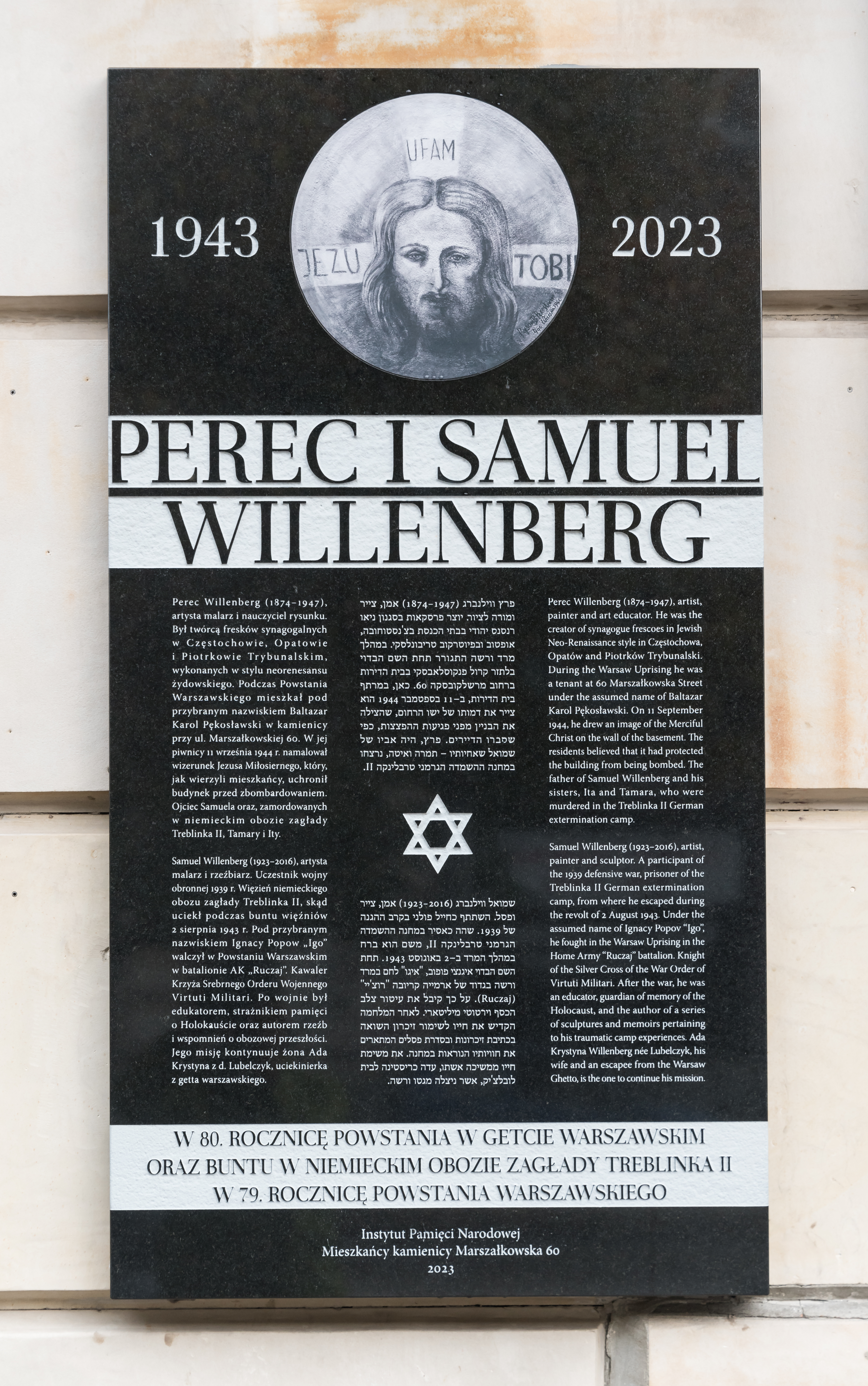
Tablica upamiętniającą Pereca i Samuela Willenbergów na fasadzie kamienicy przy ul. Marszałkowskiej 60 w Warszawie

Perec Willenberg, także Paweł Willenberg, ps. Karol Baltazar Penkosławski (ur. 16 lipca 1874 w Makowie Mazowieckim, zm. 17 lutego 1947 w Łodzi) – polski rysownik i malarz pochodzenia żydowskiego, malarz fresków synagogalnych, nauczyciel rysunku.

## Życie i twórczość
Urodził się w Makowie Mazowieckim, w rodzinie Samuela i Ity Willenberg. Uzyskał tradycyjne religijne wykształcenie w chederze. Studiował w Szkole Sztuk Pięknych w Warszawie, w pracowni Wojciecha Gersona. Po przeprowadzeniu się do Częstochowy w 1906 roku, założył tam cenioną Szkołę Rysunku i Malarstwa. Dzięki stypendium, w 1910 kontynuował swój rozwój artystyczny w Akademii Sztuk Pięknych w Petersburgu. W latach 1913–1919 wystawiał swoje prace z m.in. Romanem Kramsztykiem, Stanisławem Wyspiańskim, Jackiem Malczewskim i Leonem Wyczółkowskim.
W okresie międzywojennym zyskał sławę jednego z najbardziej cenionych malarzy fresków synagogalnych, wskazywany także jako twórca nowego nurtu w tym malarstwie. Był autorem m.in. malunków naściennych w synagodze w Opatowie. Założył szkołę rysunku, a także pracował także jako nauczyciel rysunku w Gimnazjum Towarzystwa Żydowskich Szkół Średnich i Powszechnych w Częstochowie, by utrzymać powiększającą się rodzinę.
Przed wybuchem wojny mieszkał razem z żoną i dziećmi w Częstochowie przy ulicy Fabrycznej.
Po wybuchu II wojny światowej ukrywał się pod nazwiskiem Karol Baltazar Pękosławski w Warszawie udając niemowę, aby nie zwracać na siebie uwagi rosyjsko-żydowskim akcentem. Nie wrócił do Częstochowy, gdyż był tam powszechnie znany, co uniemożliwiało mu ukrycie się po „aryjskiej” stronie. Do Częstochowy z Opatowa wróciła jego żona z dwiema córkami, Itą i Tamarą, oraz synem Samuelem. Córki, wydane Niemcom przez jednego z sąsiadów, zginęły w obozie zagłady w Treblince. Wkrótce trafił tak również Samuel, któremu udało się stamtąd wydostać podczas buntu więźniów 2 sierpnia 1943.
W Warszawie utrzymywał się z handlu własnymi obrazami i rysunkami. Prowadził pracownię artystyczną, malując głównie obrazy o tematyce sakralnej. Jedna z jego prac z tego okresu, obraz Jezusa Miłosiernego, została pierwotnie wykonana dla kościoła św. Stanisława w Siedlcach (obecne miejsce ekspozycji dzieła jest nieznane). Na obrazie postać Jezusa została obdarzona twarzą syna artysty.
Wybuch powstania warszawskiego zastał go w kamienicy przy ul. Marszałkowskiej 60. Podczas jednego z bombardowań, 11 września 1944, wykonał na spodniej stronie schodów prowadzących do piwnicy, w której chroniła się ludność cywilna, rysunek przedstawiający twarz Chrystusa z napisem „Jezu ufam Tobie”. Mieszkańcy kamienicy wierzyli, że ochronił on budynek przed zburzeniem. Rysunek zachował się do dzisiaj, zabezpieczony staraniem konserwatora z ramienia Zakładu Gospodarowania Nieruchomościami, ale nie jest dostępny dla publiczności. Kopia rysunku została odtworzona w 2013 i odsłonięta 29 lipca tego samego roku w Muzeum Powstania Warszawskiego z okazji obchodów 69. rocznicy wybuchu powstania warszawskiego. W uroczystości wziął udział syn artysty, Samuel Willenberg – artysta plastyk, w czasie wojny więzień obozu zagłady w Treblince, uczestnik buntu więźniów 2 sierpnia 1943, a następnie powstania warszawskiego. Rysunek Pereca Willenberga znajduje się na piętrze muzeum, obok wystawy Robinsonowie. W nawiązaniu do oryginału z Marszałkowskiej 60, został umieszczony pod podobnym kątem.

## Życie prywatne
Był żonaty z prawosławną Rosjanką – Maniefą z domu Popow, która po ślubie przeszła na judaizm. 
Został pochowany na nowym cmentarzu żydowskim w Łodzi. 

## Upamiętnienie
W 2023 roku przy ul. Marszałkowskiej 60 w Warszawie odsłonięto tablicę upamiętniającą Pereca i Samuela Willenbergów.